# Béla Belicza
Béla Belicza (...) è un canoista ungherese, specializzato nella velocità.

## Biografia
Gareggiò per la nazionale dal 1997 al 2001. Vinse nove medaglie ai mondiali, tra cui quattro ori (C-1 200 m: 1997, C-4 200 m: 2001, C-4 1000 m: 1998, 2001), tre argenti (C-1 500 m: 1997, C-4 200 m: 1997, C-4 500 m: 2001) e due bronzi (C-1 1000 m: 1997, C-4 1000 m: 1999).
Non ha partecipato a rassegne olimpiche.

## Palmarès
- Mondiali
- Dartmouth 1997: oro nel C-1 200 m; argento nel C-1 500 m; argento nel C-4 200 m; bronzo nel C-1 1000 m;
- Seghedino 1998: oro nel C-4 1000 m;
- Milano 1999: bronzo nel C-4 1000 m;
- Poznań 2001: oro nel C-4 200 m; oro nel C-4 1000 m; argento nel C-4 500 m;